# Wolfram Christ
Pour les articles homonymes, voir Christ.
Wolfram Christ est un altiste et chef d'orchestre allemand né le 17 octobre 1955 à Hachenburg (Westerwald).

## Biographie
Wolfram Christ naît le 17 octobre 1955 à Hachenburg (Westerwald),.
Il commence l'apprentissage de la musique par le violon dès l'âge de six ans et la musique de chambre, avant de se tourner vers l'alto en 1967. Avec cet instrument, il est lauréat du concours international de musique de l'ARD de Munich et remporte le prix Mozart à Wiesbaden et le Gebrüder-Busch-Preis.
Il travaille avec Ulrich Koch et est recruté en 1978 à l'Orchestre philharmonique de Berlin comme alto solo, poste qu'il occupe jusqu'en 1999,. Il se produit en soliste et enseigne à l'Université des arts de Berlin.
Entre 1995 et 2000, Christ est directeur artistique et consultant au Conservatoire de Sydney, et devient professeur d'alto à l'Université de musique de Fribourg en 1999,.
Il mène parallèlement une carrière de chef d'orchestre, dirigeant notamment le Kurpfälzisches Kammerorchester de Mannheim entre 2004 et 2008.
En 2005, il succède à Thomas Brandis (en) comme directeur artistique de l'Accademia Gustav Mahler.
Comme interprète, Wolfram Christ est le créateur d’œuvres de Volker David Kirchner (Nachtstück, 1981) et Detlev Müller-Siemens (en) (Concerto pour alto, 1984), notamment.